# Орґов
Оргов (вірм. Օրգով) — село в марзі Арагацотн, на заході Вірменії. Село розташоване за 15 км на північний захід від міста Аштарака, за 3 км на північний захід від села Бюракан, за 4 км на схід від села Тегер та за 2 км на південний захід від села Антарут. В селі розташовані великі радіоастрономічні телескопи, зокрема Орговський радіооптичний телескоп, а також руїни фортеці Бронзової доби.